# Himbachel
Das Himbachel im Odenwald ist der erste rechte Zufluss der Mümling im Odenwaldkreis in Hessen nach der Vereinigung ihrer Quellbäche. Bekannt ist das Himbachel hauptsächlich als Namensgeber des Himbächel-Viaduktes, das den Eingang zum Himbacheltal in großer Höhe überspannt. Dicht am Mittel- und Unterlauf des Himbachel verläuft die Grenze zwischen Oberzent-Hetzbach im Süden und Erbach-Ebersberg im Norden; die Talwiesen linksseits des Bachlaufs gehören hierbei ganz, die rechtsseits überwiegend zur Gemarkung Hetzbach. 

## Geographie

### Verlauf
Das Himbachel entspringt auf der Höhe vom etwa 302 m ü. NHN östlich von Hetzbach im Fürthbrunnen, einer etwa zehn Meter breiten Schichtquelle mit mehreren Austrittsstellen und mündet nach einer nordwestlich gerichteten Fließstrecke von 1458 Metern in die Mümling.

### Einzugsgebiet
Das Himbachel entwässert 6,6 km² Sandstein-Odenwald mit Anteilen an dessen Unterräumen Würzberger Platte und Mümlingtal über die nordwärts laufende Mümling zum Main. Das fast vollständig bewaldete und unbesiedelte Einzugsgebiet umfasst im Süden den Hetzbacher Wald zwischen Güterberg (479,6 m ü. NHN) im Westen, Krähberg (554,9 m ü. NHN) mit Jagdschloss Krähberg im Süden und dem Wirtshaus Gebhardshütte (520 m ü. NHN) im Osten. Im Norden schließt das Einzugsgebiet das Ebersberger Felsenmeer und die Südseite des Ebersberger Kopfes (440 m ü. NHN) mit ein.